# Toxicocalamus preussi
Toxicocalamus preussi — вид отруйних змій родини аспідових (Elapidae). Мешкає в Індонезії і Папуа Нової Гвінеї.

## Підвиди
Виділяють два підвиди:
- Toxicocalamus preussi angusticinctus (Bogert & Matalas, 1945);
- Toxicocalamus preussi preussi (Sternfeld, 1913).

## Поширення й екологія
Toxicocalamus preussi мешкають на півночі та на південному сході Нової Гвінеї. Вони живуть у вологих тропічних лісах, на висоті від 76 до 850 м над рівнем моря. Ведуть денний, напівриючий спосіб життя. Живляться черв'яками. Відкладають яйця.